# Публій Корнелій Сципіон (авгур)
Публій Корнелій Сципіон (лат. Publius Cornelius Scipio; 216 до н. е. — після 167 до н. е.) — громадський діяч Римської республіки, історик.

## Біографія
Походив з патриціанського роду Корнеліїв, його гілки Сципіонів. Син Публія Корнелія Сципіона Африканського, консула 205 року до н. е., та Емілії. Через вкрай погане здоров'я не брав участь у державних справах і не займав посад.
У 180 році до н. е. увійшов до колегії авгурів. Був прекрасно освіченим, володів хорошими здібностями красномовця.
Публій Сципіон багато займався науковою діяльністю, зокрема склав римську історію грецькою мовою. До тепер дійшли лише дуже невеличкі фрагменти які, здебільшого, згадуються у інших істориків.

## Родина
Мав сина Публія, який обіймав посаду фламіна Юпітера (лат. Flamen Dialis). Після його смерті у 168 році до н. е. всиновив свого кузена Емілія Павла, який став називатися Сципіоном Еміліаном.